# Kubaba

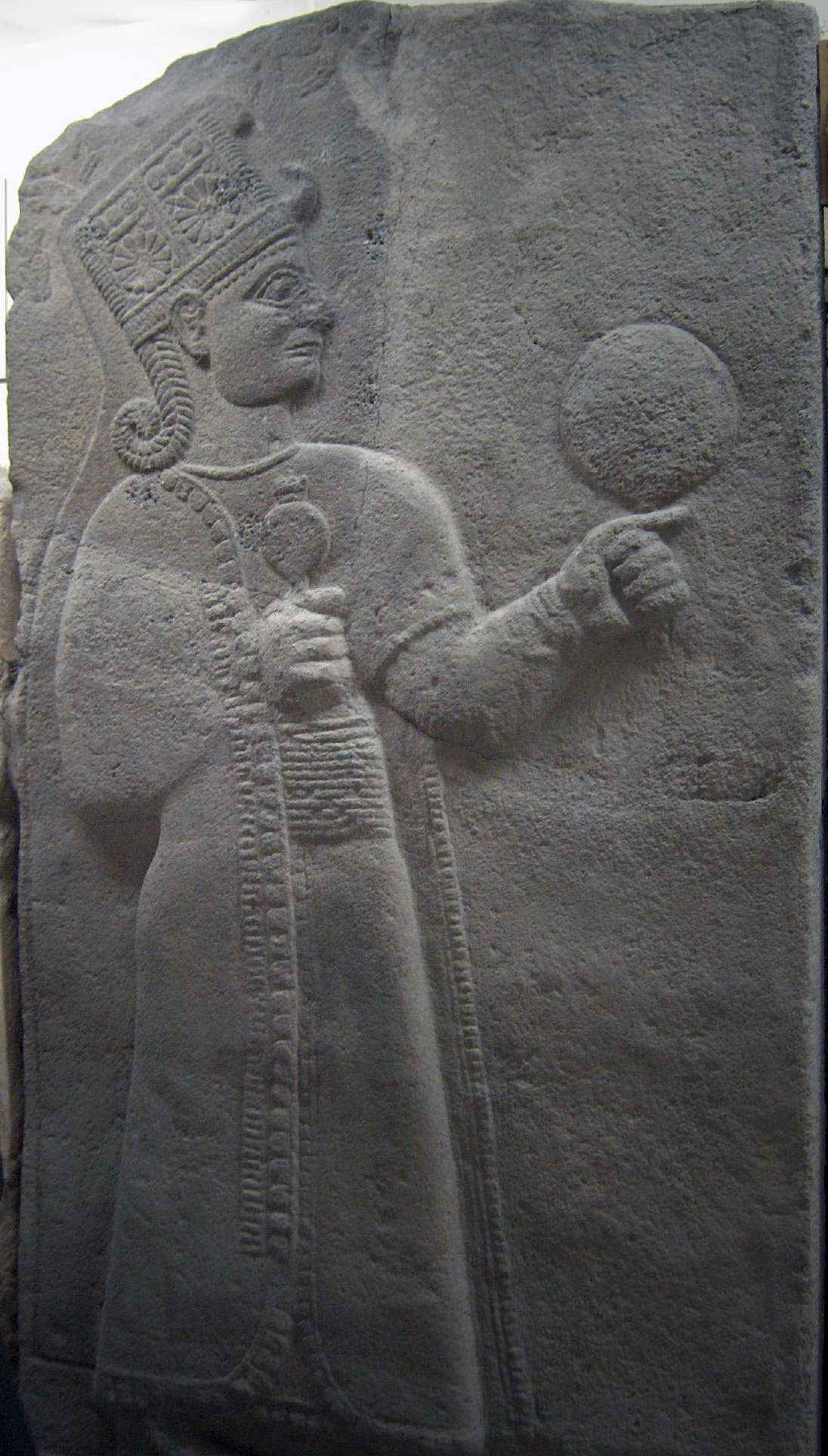
Kubaba mit Granatapfel und Spiegel, Relief aus Karkamiš, 850–750 v. Chr. (Museum für anatolische Zivilisationen, Ankara)

Kubaba (in Ugarit sowie aramäisch: kbb) war die Stadtgöttin von Karkamiš am oberen Euphrat, wo sie seit altassyrischer Zeit bezeugt ist. Sie wurde „Königin von Karkamiš“ genannt, und die Mehrzahl der ihr gewidmeten Inschriften stammen aus dem Territorium und Umfeld der Stadt. Oft wird sie ausdrücklich Kubaba von Karkamiš genannt. Ihr Gatte war der Schutzgott Karhuha. Die Göttin wurde auch von den Hurritern, Hethitern und Luwiern verehrt.

## Darstellung und Attribute

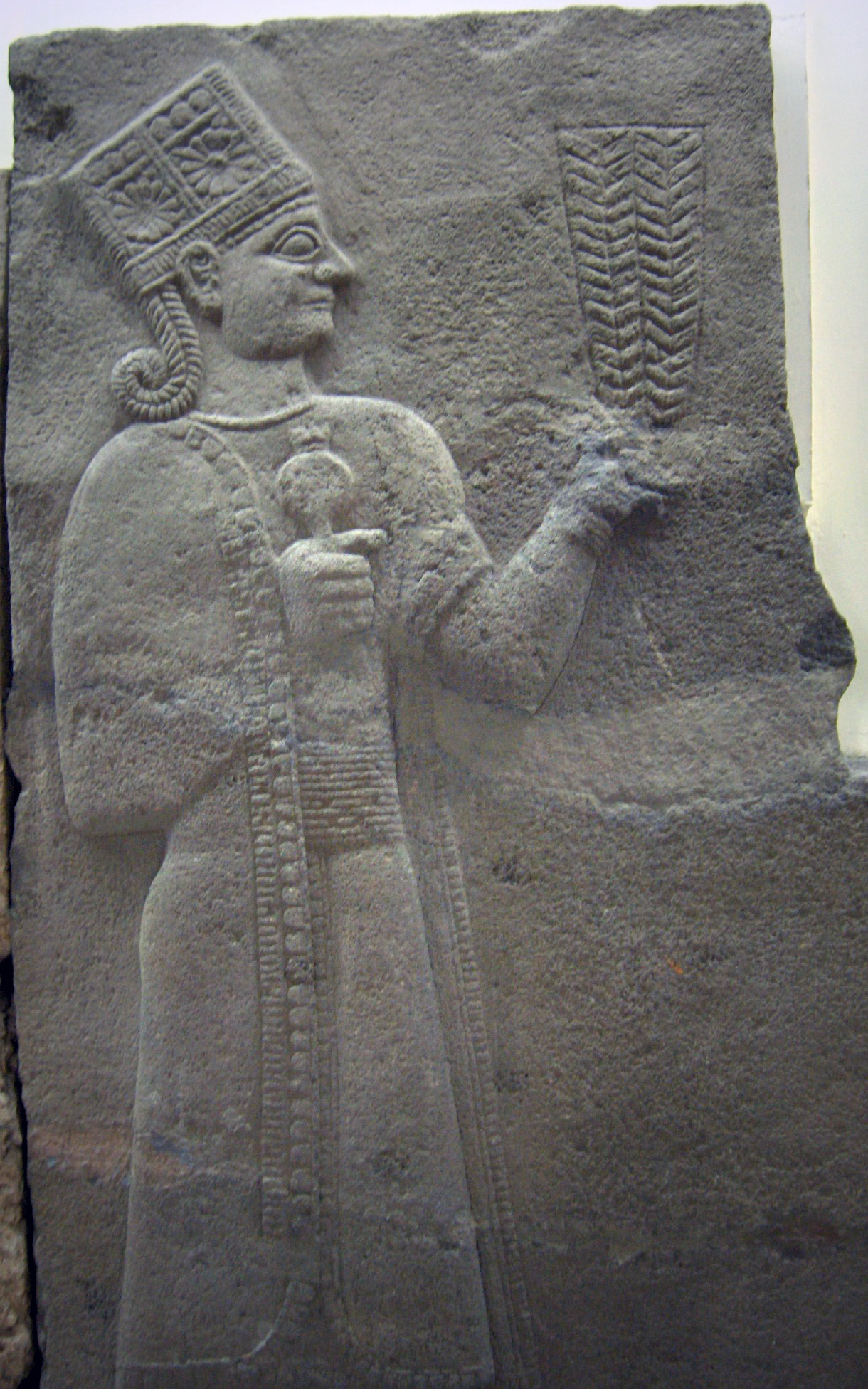
Kubaba mit Granatapfel und Ähren, Museum für anatolische Zivilisationen, Ankara

Der Name der Kubaba wird mit der Hieroglyphe für Vogel geschrieben, und ihr waren Tauben heilig. Barnett deutet die Darstellung auf der Hieroglyphe dagegen als Falken oder Habicht. In dem Kubaba-Relief aus Karkamiš steht ihr Thron auf einem Löwen, der das andere Symboltier der Göttin ist, vermutlich in Anlehnung an Ištar/Šauška. Auf dem Relief aus Malatya steht ihr Thron dagegen auf einem Stier, während ihr Gatte Karhuhas mit Speer und einer zylindrischen Mütze mit drei Hörnerpaaren auf einem Löwen steht.
Auf einem späthethitischen Relief aus Karkamiš trägt Kubaba einen blumenverzierten Polos mit Schleier, der mit einem Hörnerpaar verziert ist. Sie ist in einen langen Mantel gekleidet und trägt einen breiten Gürtel, vielleicht aus Metall. Ihr Zopf ist am Ende eingerollt. Sie hält einen Granatapfel in der einen, einen runden Spiegel in der anderen Hand. Der Granatapfel findet sich auch auf dem Relief aus Malatya.

## Verbreitung
Kubaba wurde ursprünglich in Karkamiš verehrt, von wo sich der Kult über Syrien und Anatolien verbreitete. Bereits in der altassyrischen Zeit, wurde sie als Kubabat in Kültepe verehrt. Ihr Kult ist für alle bronzezeitlichen Ethnien bezeugt, die in Syrien beherrschten, so die Hurriter und Hethiter. In hethitisch-hurrittischen Opfertexten nimmt sie keine hervorragende Stellung ein, und erscheint zusammen mit dem Binom Adamma-Kubaba.
Während der Eisenzeit war sie eine der Hauptgottheiten der hieroglyphenluwischen Inschriften. Fluchformeln fordern Kubaba auf, den Frevler zu entmannen, so die Inschrift von Sultanhanı.
Die Verehrung der Kubaba lebte offenbar in der lydischen Hauptstadt Sardes weiter, wo sie als Kybebe verehrt wurde. Ihr Tempel wurde nach Herodot von den Persern niedergebrannt.
Ob der antike Cybelekult auf diese Göttin zurückgeführt werden kann, ist in der Forschung umstritten. Dieser Kult verbreitete sich von der phrygischen Kultstadt Pessinus aus, wo die phrygische Göttin  Matar Kubileya verehrt wurde.

## Eisenzeitlicher (spätluwischer) Kult
Ein in Karkamiš im Nordwesten der Akropolis ausgegrabener, schlecht erhaltener Tempel wurde von Woolley der Kubaba zugewiesen. Diese Zuordnung ist jedoch nicht gesichert. Ein dort gefundener Altar ist der TERRA.DEUS.DOMINA, der „göttlichen Herrin der Erde“ gewidmet (Inschrift Karkemiš A5).
Zu Ehren der Göttin fanden Prozessionen und Umzüge statt König Katuwa erbaute Kubaba einen Tempel. Auch Kamani, ein Mündel von König Yariri (um 760), erbaute ihr einen Tempel und weihte ihr eine Statue. Der Kubaba wurden Ochsen und Schafe geopfert.
Ein unter dem Herrscher Suhi II. aufgestelltes Orthostatenrelief aus zehn Steinen, abwechselnd aus Basalt und Kalkstein, stellt nach Ussishkin eine Prozession zu Ehren der Göttin dar (die Kubaba-Prozession, Reliefs B18b-B24). Der erste Stein, auf der linken Seite (B19a) zeigt die auf einem Thron sitzende Göttin. Der Thron steht auf dem Rücken eines Löwen. Vor der Göttin sind Musikanten dargestellt, unter anderem Trommler und Trompeter. 15 Priester folgen der Göttin, hinter ihnen zwölf Opferträger, die Gazellen darbringen. Neun der Steine wurden in situ gefunden, die Reste eines weiteren (Karkamiš B45) in dem Fundament einer römischen Mauer direkt über dem Tempel.
Hieroglyphenluwische Inschriften aus der Kommagene setzen Kubaba mit der Wildnisgöttin Ala gleich. Nach einer aramäischen Inschrift aus dem 5. oder 4. Jh. v. Chr. wurde Kubaba mit der kilikischen Göttin Perasia gleichgesetzt.

## Inschriften
Private Weiheinschriften sind selten, die meisten stammen von den Königen von Karkamiš und ihrem unmittelbaren Umfeld, bzw. ihren Vasallen.
- Uratarhunda-Stele (Karkemiš A4 b),
- Eine Inschrift des Herrschers Katuwa (um 880 v. Chr.) berichtet, dass er die Kubaba „wieder herstellte“ (Karkamiš 2a), auf einer anderen Türstele (B18) berichtet er von Prozessionen und Opfergaben für die Göttin.
- Die Söhne von Sastura, dem Wesir von König Kamani rühmen sich einer guten Beziehung zu der Göttin und erinnern daran, dass einer ihrer Vorfahren ihr eine Statue weihte.
- Auf der Stele von Körkün beruft sich ein Vasall des Königs Astiru (um 810) auf die Autorität von Kubaba und Tarhunza.
- zwei Stelen von Tell Ahmar (c. 900 B.C.)
- Die Arpas-Stele aus Aleppo (Aleppo 2) nennt Kubaba und Ea in einer Fluchformel[20], der Herrscher selbst bezeichnet sich als Diener des Tarhunzas[21].
- Vier Steinblöcke aus Boybeypınarı, (Provinz Adıyaman) in Kummuḫ tragen eine Inschrift von Panamuwatis, der Gemahlin des Königs Suppiluliuma (805-773), die der Göttin eine Statue, eine Thronbasis und einen Opfertisch geweiht hatte.
- eine Stele aus Malatya zeigt Kubaba und Karhuha
- Die Inschriften Ancoz 5 und Ancoz 7 aus Ancoz in Kummuḫ nennen Ala-Kubaba und Runza.
- Eine Inschrift aus Bulgarmaden, gestiftet von Tarhunazi, einem Vasallen von Warpalawa nennt Kubaba und Tarhunza, in der Fluchformel noch den Mondgott (DEUS.LUNA) und Nikaruha.
- Die Stele von Çiftlik, von einem Vasallen von Tuwati II. von Tabal (um 760) nennt Kubaba als Gemahlin von Ea
- Die Stele Kululu 1 nennt ebenfalls Kubaba und Ea in einer Fluchformel
- Die Stele von Sultanhanı, gestiftet von einem Vasallen des Wasusarma, Sohn des Tuwati II., nennt Kubaba in der Fluch-Formel, zusammen mit dem Mondgott von Harran und den Göttern von ataha.
- der Karaburun-Vertrag zwischen König Sipi und Sipi, Sohn des Ni nennt Kubaba und den Mondgott von Harran
- Die Fluchformel auf einer Steinschale ohne Fundort nennt Kubaba mit Karhuha und Santa

### Gleichsetzungen
Sayce will Kubaba mit der mitannischen Ḫebat und der Göttin von Tyana und Kybistra gleichsetzen. F. G. Gordon liest das kpp der Keftiu-Sprüche als Kupapa. Beide Ansätze werden von der Forschung allgemein nicht akzeptiert.